# Friedrich-Franz-Alexandra Kruis
Het Friedrich-Franz-Alexandra-Kruis (Duits: Friedrich-Franz-Alexandra Kreuz) is een Duitse onderscheiding die op 15 november 1912 door groothertog Frederik Frans IV van Mecklenburg-Schwerin en zijn echtgenote groothertogin Alexandra werd gesticht.
Het kruis werd aan mannen en vrouwen die aan het front of daarachter verdienstelijk hadden gemaakt onafhankelijk van hun stand voor bijvoorbeeld de ziekenzorg en de verpleging toegekend. Het werd 951 maal verleend en was minder in aanzien dan het Militaire Kruis van Verdienste IIe Klasse aan het lint van de Huisorde van de Wendische Kroon dat voor diezelfde verdiensten werd toegekend. In de praktijk werd het Militaire Kruis van Verdienste vooral aan de maatschappelijk hoger gesitueerden zoals de leden van de adel uitgereikt. In het Duitsland van de 19e en vroege 20e eeuw werd men streng naar rang en stand ingedeeld.
Het zilveren of verzilverd bronzen kruis heeft afgeronde armen en draagt in het midden het naar linksgerichte portret van de stichters. Op de keerzijde staat een medaillon met de verstrengelde initialen van de stichters centraal. Op de armen staat de tekst "FÜR WERKE DER NÄCHSTENLIEBE" en de stichtingsdatum "15 november 1912". In de vier armen van het kruis staat viermaal een klein Kruis van Genève afgebeeld. Het kruis is 44 millimeter hoog en weegt 29 gram. Aan het einde van de Eerste Wereldoorlog maakte de Duitse oorlogseconomie een zware crisis door. Er was ook een groot tekort aan metalen zodat men in plaats van zilver oorlogsmetalen ging gebruiken voor de onderscheidingen.
Men droeg een vredestijd verworven kruis aan wit zijden lint met geel-rode biesen op de linkerborst of in het geval van een dame aan een strik op de linkerschouder.
De kruisen werden in de Munt in Berlijn geslagen en dragen het stempel van de medaillesnijder professor Sturm. De ring en het oog werden aan het kruis gesoldeerd. In oorlogstijd werd het Friedrich-Franz-Alexandra Kruis aan het lint van het Militaire Kruis van Verdienste gedragen.
De val van de Mecklenburgse monarchie in november 1918 maakte ook een einde aan het Friedrich-Franz-Alexandra Kruis maar de gedecoreerden mochten het kruis nog wel dragen.